# Velutinodorcus velutinus
Velutinodorcus velutinus es una especie de coleóptero de la familia Lucanidae.

## Distribución geográfica
Habita en Darjeeling, Nepal, Bután, Birmania,  Tailandia, Laos, Vietnam, Gansu y Hunan.